# Balinese dans

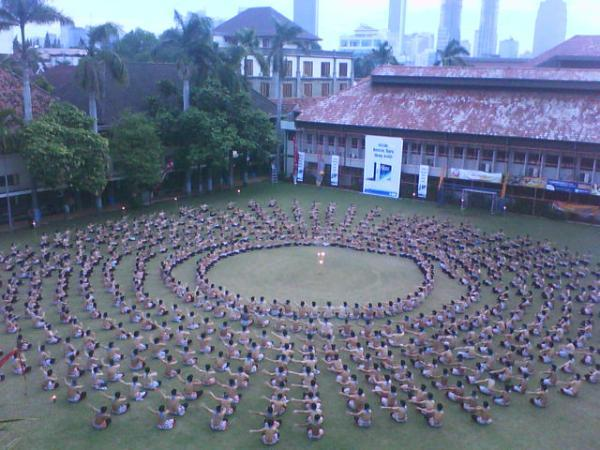
Kecak

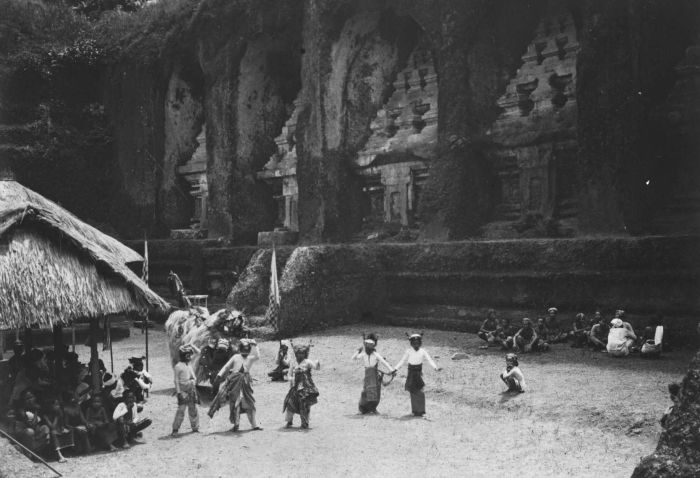
Barong dansvoorstelling op Gunung Kawi

Balinese dansen vinden hun herkomst op het Indonesische eiland Bali. Zij worden uitgevoerd in kostuums en vaak met begeleiding van gamelanmuziek. De dansen die ze doen hebben meestal ook een betekenis.
Enkele Balinese dansen zijn:
- Arja
- Baris
- Barong
- Cupak
- Gambuh
- Janger
- Jauk
- Kebyar
- Kecak
- Legong
- Oleg Tambulilingan
- Pendet
- Taruna Jaya
- Wayang Wong

## Afbeeldingen

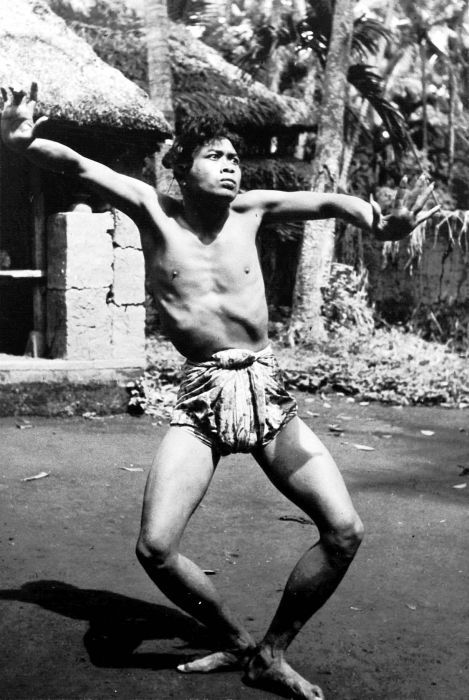
Balinese danser
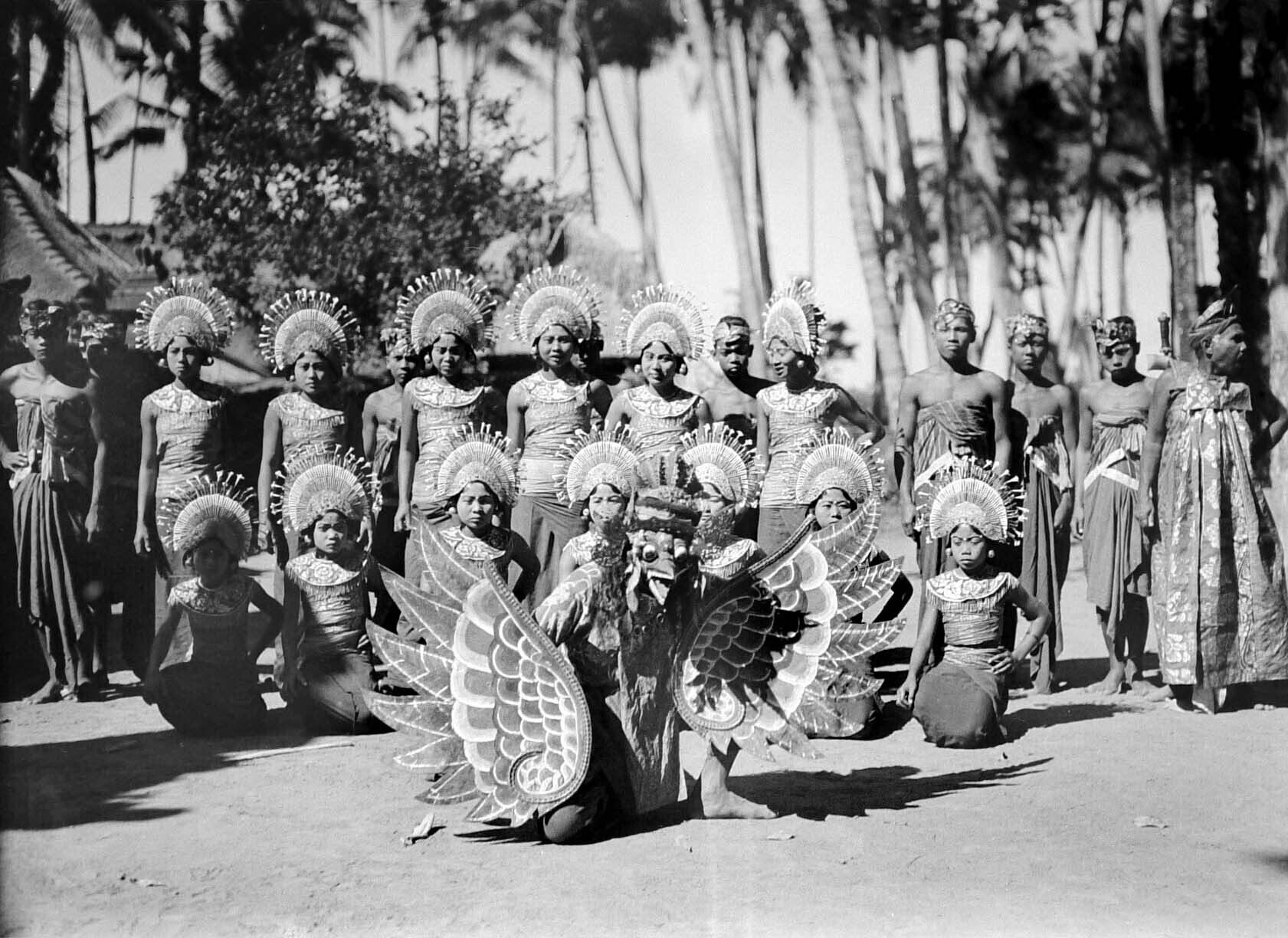
Balinese dansers, waarvan één verkleed als Garoeda
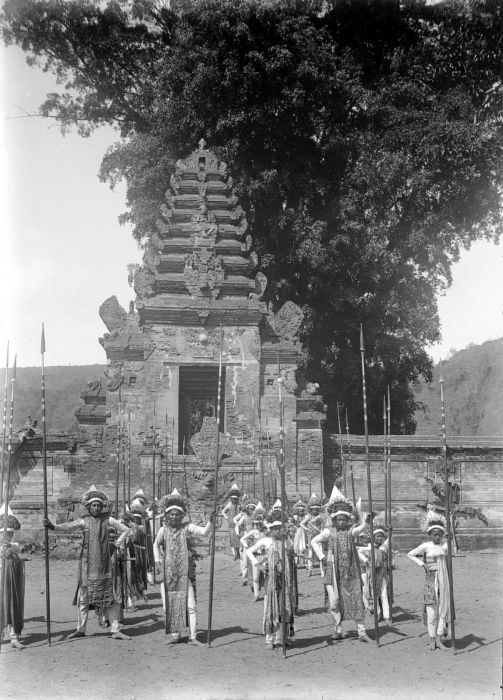
Balinese speerdansers voor een tempelpoort
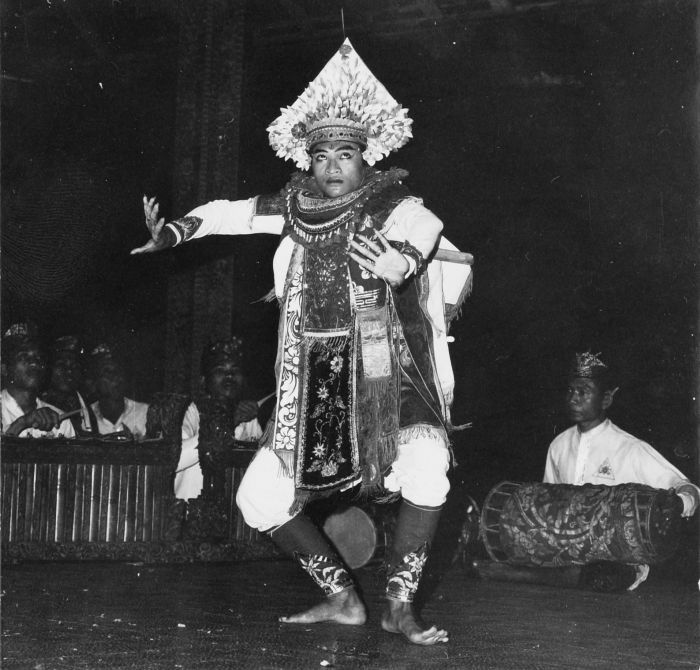
Baris danser met op de achtergrond een gamelanorkest in het Bali Hotel, 1971
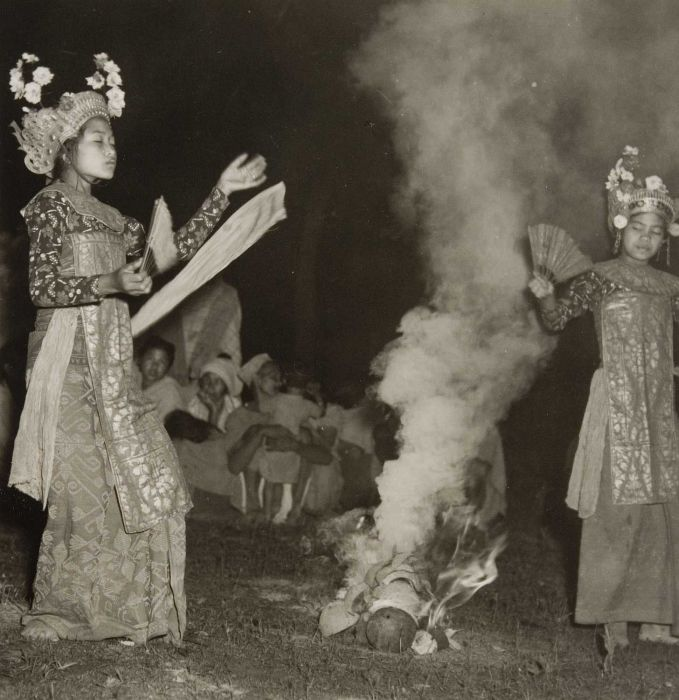
Sang Hyang dans
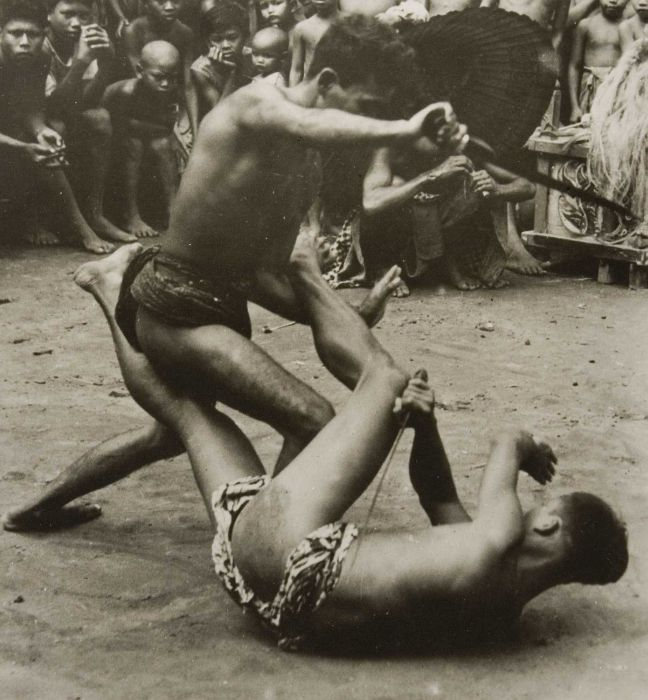
Krisdans
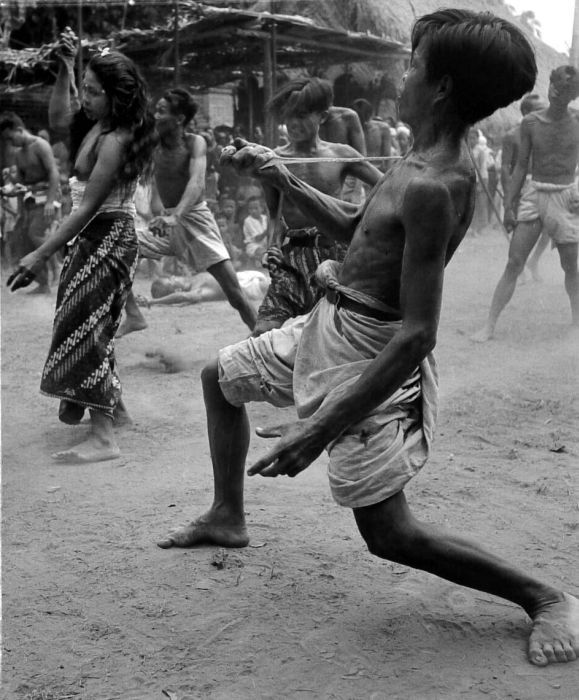
Krisdans; onderdeel van de Tjalonarang
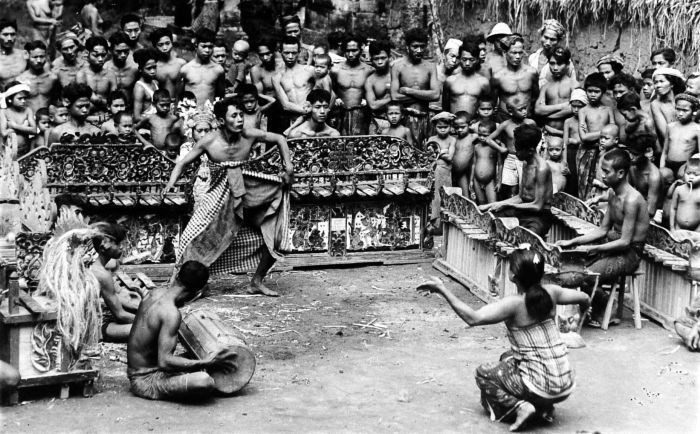
Een Balinese danser en danseres voeren een Djoged dans uit onder begeleiding van een gamelan orkest, ca.1935
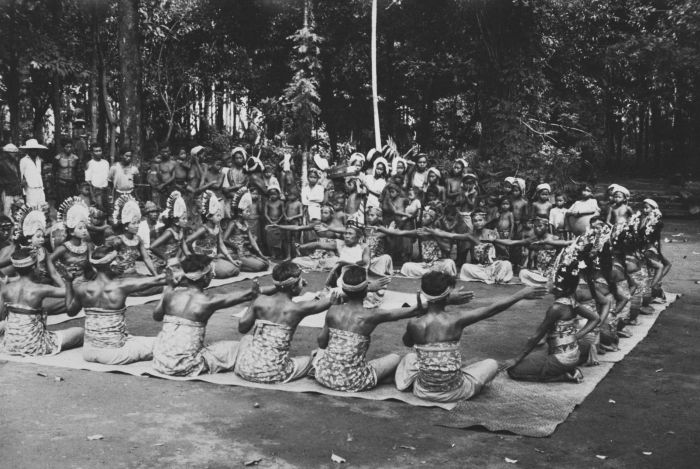
Janger dans
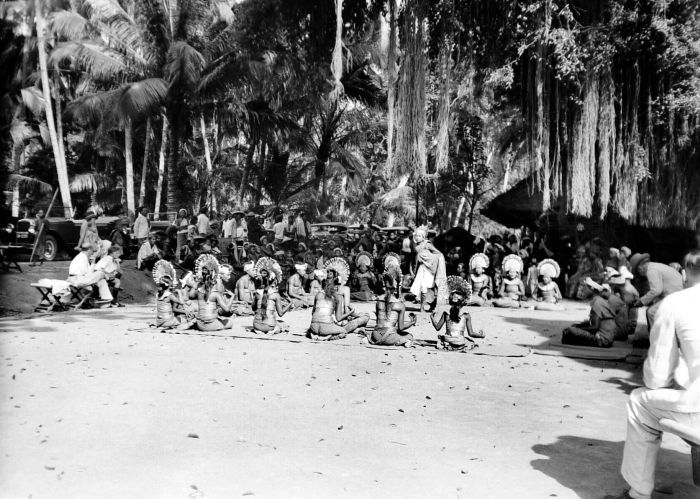
Groep Balinese dansers in een bos voeren een dans uit voor Europees publiek
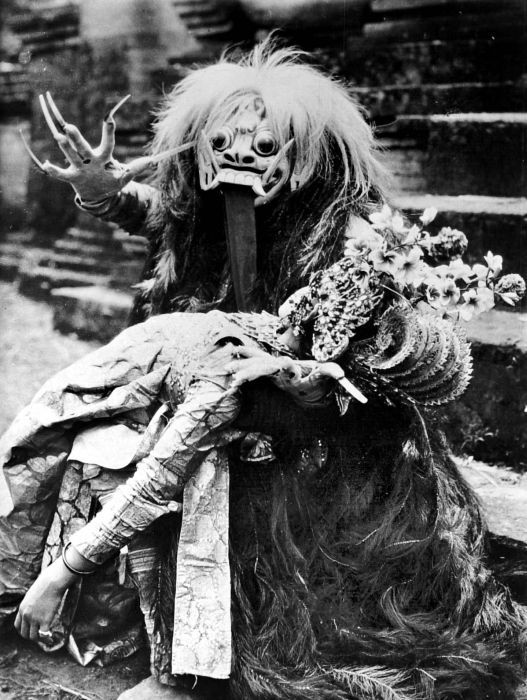
Monster uit de Tjalon Arang dans
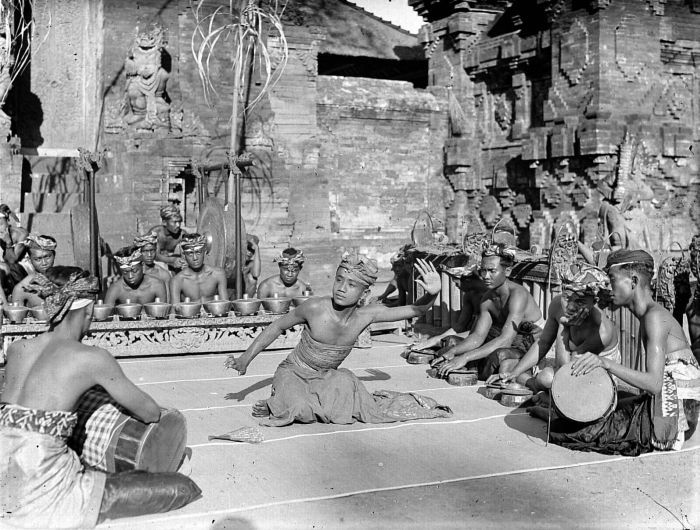
Een Balinese danser danst de dans van de 'deugniet' en wordt hierbij begeleid door gamelanspelers
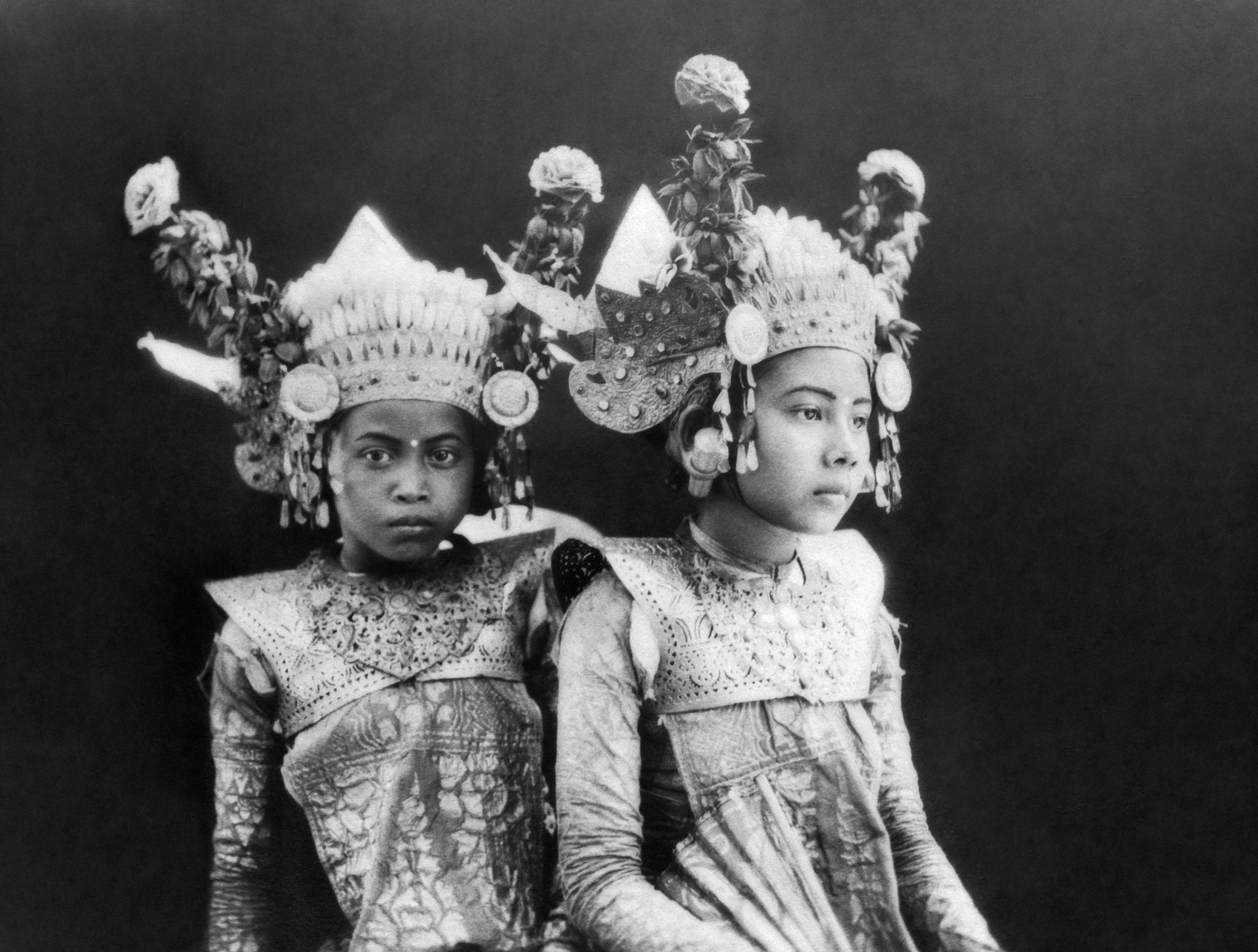
Portet van twee jonge Balinese danseressen, 1929.4
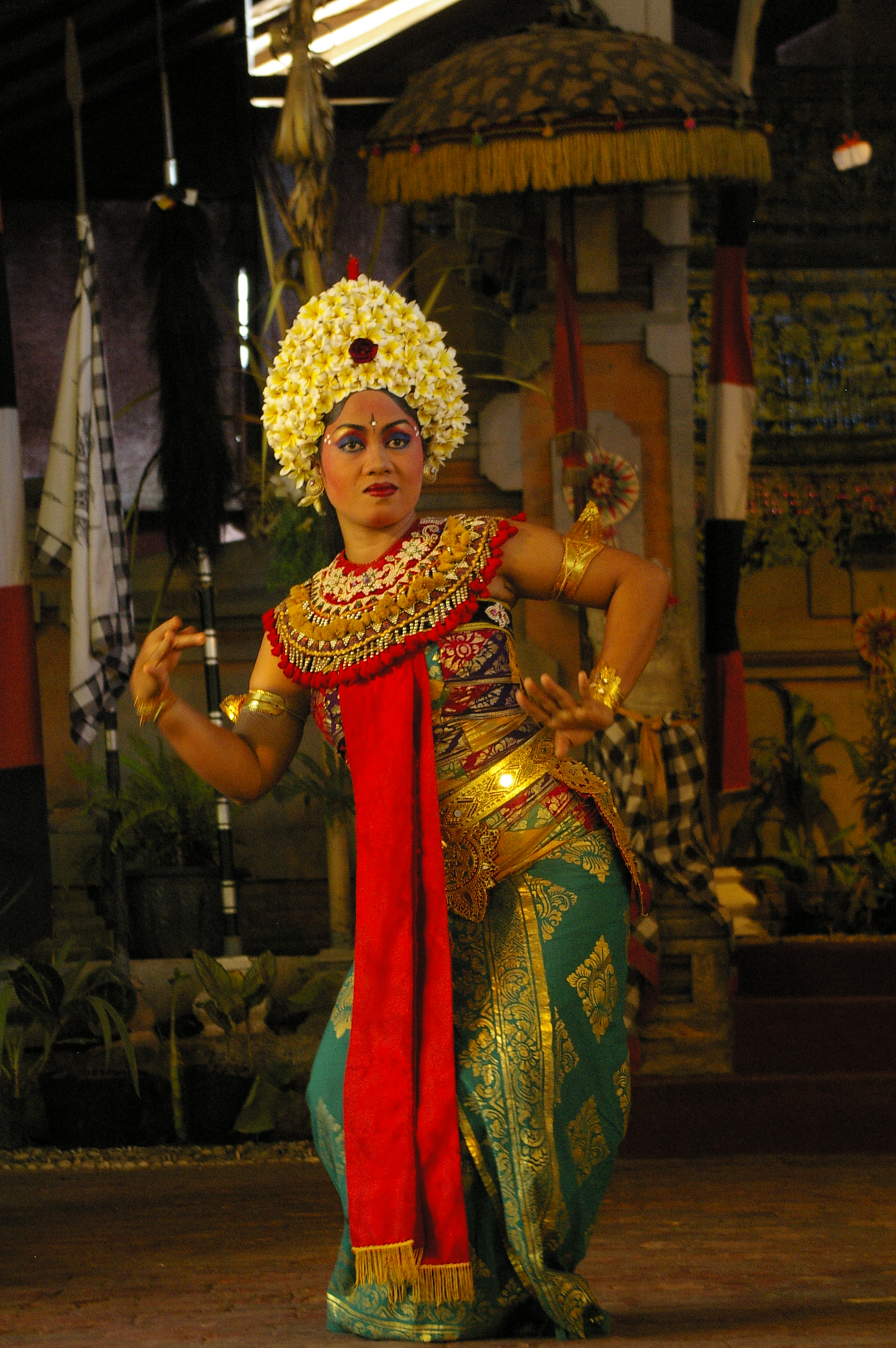
Balinese Folklore dance